# سوزان جاكوب
سوزان جاكوب (بالإنجليزية: Suzanne Jacob)‏‏ (فبراير 1943 في أموس، كيبك - ) شاعرة، وكاتِبة، وروائية، وكاتبة غنائية، وكاتبة سيناريو من كندا.

## روابط خارجية
- سوزان جاكوب على موقع IMDb (الإنجليزية)
- سوزان جاكوب على موقع الموسوعة البريطانية (الإنجليزية)